# Paullinia hispida
Paullinia hispida là một loài thực vật có hoa trong họ Bồ hòn. Loài này được Jacq. mô tả khoa học đầu tiên năm 1798.